# María Antonia Varona
María Antonia Varona García (Valladolid, 22 de mayo de 1933) es una historiadora, documentalista y profesora en paleografía española. Fue pionera en catalogar, describir y analizar los documentos pertenecientes a Valladolid, ciudad principal del Reino de Castilla.

## Trayectoria
Varona se licenció en la Facultad de Filosofía y Letras por la Universidad de Valladolid en 1957. Desde 1965 hasta su jubilación en 2001, fue profesora ayudante y después profesora titular en la Universidad de Valladolid.
En las décadas de 1960 y 1970 fue investigadora en el Archivo de la Real Chancillería de Valladolid, siendo pionera en la difusión de la actividad del tribunal de la Real Chancillería y de su fondo documental, hasta el momento casi desconocido en el mundo académico.
Tras licenciarse fue profesora ayudante de clases prácticas de Paleografía y Diplomática en la Universidad de Valladolid y en la década de los 80 fue profesora colaboradora; y profesora titular a partir de 1984.
En su memoria de licenciatura ya había estudiado "Libros prohibidos por la Inquisición de Valladolid en el siglo XVIII"  que fue parte de su tesis. En 1978 defendió la tesis titulada "La Chancillería de Valladolid en el reinado de los Reyes Católicos", siendo la primera en abordar los estudios sobre la Chancillería vallisoletana desde una perspectiva documental.
También estudió el funcionamiento y la producción documental, desde finales de la Edad Media hasta inicios de la Edad Moderna en España.

## Reconocimientos
En 2020, Varona fue incluida en el proyecto de la Subdirección General de Archivos Estatales titulado "Mujeres Investigadoras en los Archivos Estatales (1900-1970)", y que se encuentra en el Portal de Archivos Españoles (PARES). Esta iniciativa fue impulsada por el Ministerio de Cultura con el objetivo es reconocer y poner en valor las contribuciones de aquellas mujeres que desarrollaron investigaciones en los diferentes archivos estatales a principios del siglo XX.

## Obra
- 1981, La chancillería de Valladolid en el reinado de los Reyes Católicos, María Antonia Varona García,  Universidad de Valladolid : Secretariado de Publicaciones, Departamento de Paleografía, ISBN 84-600-2216-1

- 1990, Procuradores de Valladolid en las Cortes del siglo XVI, Varona García, M. Antonia, Universidad de Valladolid, ISBN 8477620881

- 2002, Cartas ejecutorias del Archivo de la Real Chancillería de Valladolid (1395-1490), M. Antonia Varona García, Universidad de Valladolid, Secretariado de Publicaciones e Intercambio Editorial. ISBN 8484481379